# Pięściak

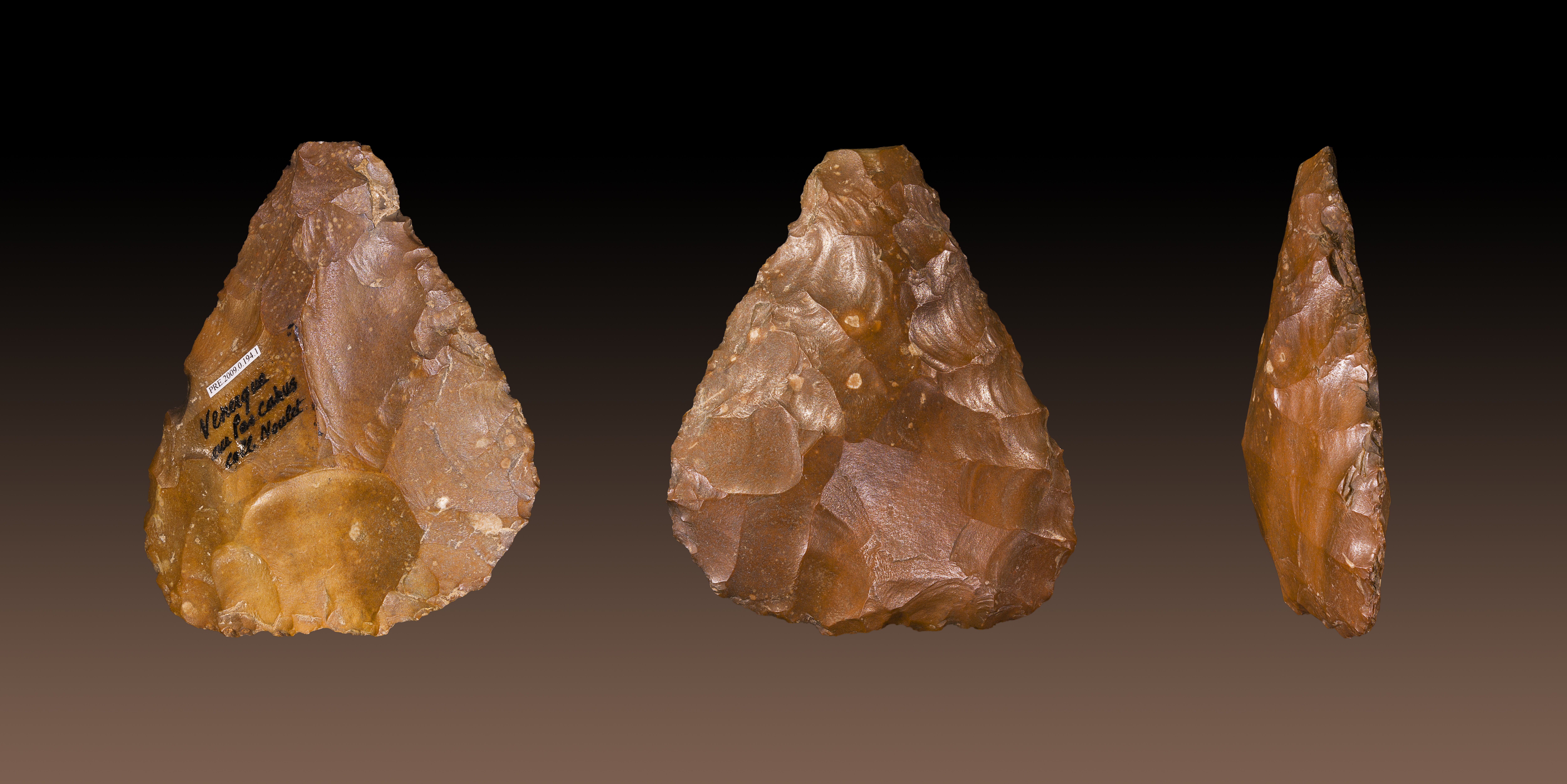
Pięściaki

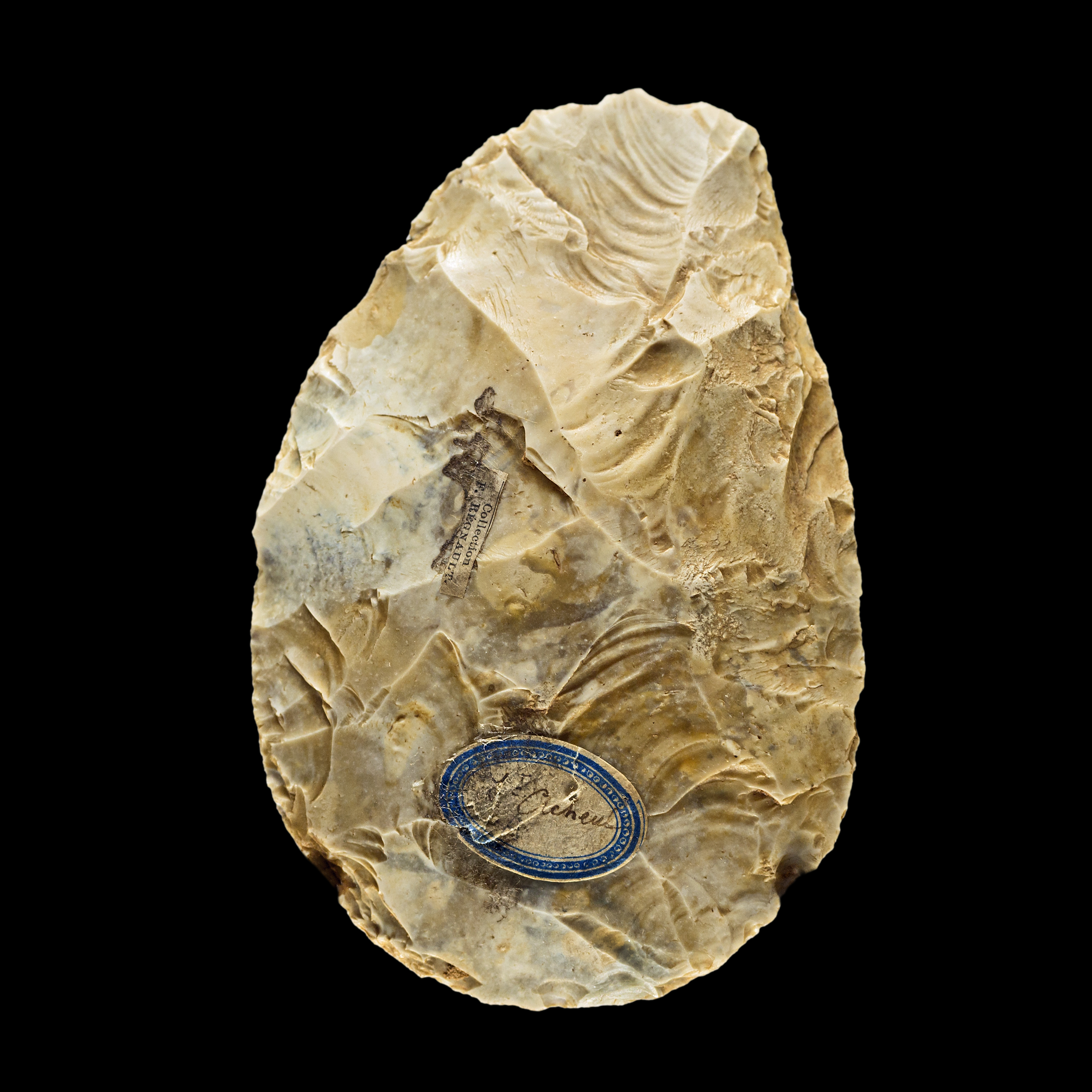
Pięściak

Pięściak, tłuk pięściowy, zwany w dawnej archeologii toporem bądź tłukiem pięściowym – narzędzie wykonane techniką rdzeniowania z naturalnych fragmentów krzemieni i innych skał twardych (rzadziej z grubych odłupków) przy zastosowaniu obustronnej obróbki na większej części lub na całym obwodzie. W ten sposób powstawały narzędzia o migdałowatym, sercowatym czy owalnym kształcie, o dopasowanej do dłoni podstawie. Pierwsze pięściaki abwilskie charakteryzowały się przypadkową formą i brakiem wyraźnej krawędzi tnącej.
Pięściaki wykorzystywane były najczęściej do cięcia, niekiedy do skrobania. Rozmiary przeciętnych pięściaków wynoszą zazwyczaj około 12–15 cm.
Pięściaki wytwarzali przedstawiciele kultur dolnego paleolitu: abwilskiej (zwana też szeleską) i później aszelskiej.
W środkowym paleolicie znane były w kulturze mikockiej i kulturze mustierskiej.